# Bertranda de Montfort
Bertranda de Montfort (em francês: Bertrade de Montfort; ca. 1070 — ca. 1117, Abadia de Fontevraud) foi rainha consorte de França, casada com Filipe I de França. Era filha de Simão I de Montfort e de Inês de Évreux.

## Biografia
Casou-se em primeiras núpcias com Fulque IV, conde de Anjou que, fascinado pela sua beleza em 1089, teria abandonado a esposa para se casar com Bertranda. Juntos tiveram um filho e herdeiro, Fulque V, que participaria das cruzadas, seria rei de Jerusalém e avô do primeiro rei inglês da Dinastia Plantageneta, Henrique II da Inglaterra.
Em 1092, a sua beleza célebre atraiu também a atenção do rei Filipe I de França, que repudiou a sua esposa Berta da Holanda para raptar Bertranda. O seu casamento realizou-se a 27 de maio desse mesmo ano, apesar de ambos ainda terem esposos vivos, o que criou um conflito entre o rei e o papado até cerca de 1104. Desta união nasceram:
- Filipe (ca. 1093 - depois de 1129), conde de Mantes
- Fleury (ca. 1093 - c. 1147), senhor de Nagis
- Cecília de França (ca. 1097 - depois de 1145), casada com Tancredo, príncipe da Galileia e depois com Pôncio, conde de Trípoli

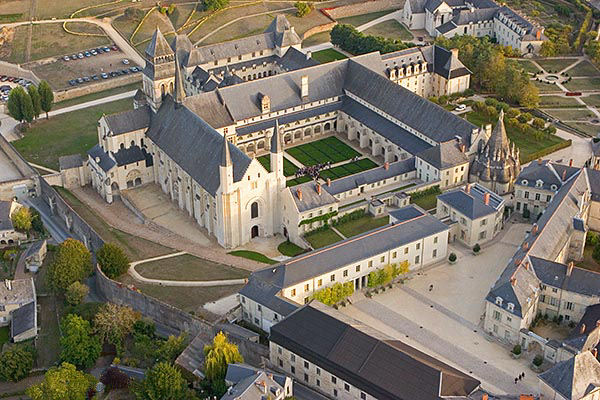
Abadia de Fontevraud, onde Bertranda passou os últimos anos da sua vida

Estes acontecimentos tiveram a oposição do bispo Ivo de Chartres. A 16 de Outubro de 1094, o concílio de 32 bispos em Autun pronunciou a excomunhão do rei. Chegado a França para retomar a reforma gregoriana e excomungar novamente o rei, a 27 de Novembro de 1095 o papa Urbano II pregou a Primeira cruzada no concílio de Clermont. Declarado anátema, Filipe não participou das cruzadas, apesar de o seu irmão Hugo I de Vermandois ter sido um dos principais intervenientes, juntamente com Raimundo IV de Toulouse.
Quando Filipe morreu em 1108, Bertranda tentou, sem sucesso, fazer um filho de ambos subir ao trono, em oposição ao herdeiro legítimo, Luís VI de França, filho de Berta da Holanda. De acordo com o cronista Orderic Vitalis, Bertranda teria enviado uma carta a Henrique I da Inglaterra para lhe pedir que prendesse Luís. Também teria tentado matar este, primeiro por artes da bruxaria, e depois por envenenamento. Verdade ou não, Luís herdou o trono e, segundo Guilherme de Malmesbury, Bertranda de Monforte era ainda jovem e bela quando tomou o véu na abadia de Fontevraud, onde faleceria a cerca de 1117.